# Pitch Wailaki
Pitch Wailaki, grana Wailaki Indijanaca, porodica Athapaskan, iz sjeverozapadne Kalifornije koja obuhvaća 4 bande s North Forka, to su: 
1. Ch'i'aankot-kiiyaahaan (Ch'i'ankot-kiyahang) na Jesus Creeku; Goddard (1924) ih naziva tc'i'añkot kiyahAñ
2. Chowkot-kiiyaahaan (Chokot-kiyahang) u području Red Mountain Creeka; kod Goddarda tcokot kiyahAñ
3. T'ohchaah-kiiyaahaan (T'okyah-kiyahang) na gornjem North Forku; kod Goddarda t'okya kiyahAñ;
4. T'ohdinin'-kiiyaahaan (T'odannang-kiyahang), Goddard: t'odAnnAñ kiyahAñ[1] s obje obale North Forka od Hull's Creeka jugozapadno do granice s North Fork Wailakima.